# Sociale rechtvaardigheid
Sociale rechtvaardigheid wordt gezien als een van de belangrijkste punten in het socialisme. De term komt ook nog veel naar voren in het hedendaagse sociaaldemocratische gedachtegoed.
De exacte invulling van de term is problematisch doordat iedereen een andere definitie hanteert (waardoor sociale rechtvaardigheid een wezenlijk betwist begrip is). De meeste definities propageren herverdeling van eigendommen, oftewel nivellering.
Het begrip geeft aan dat ieder mens recht op en toegang tot de basisbehoeften heeft zoals individuele vrijheid, veiligheid, onderwijs en voedselzekerheid. Dit zou bijdragen aan het welzijn van zowel individu als samenleving.